# Anne-Marie Elbe
Anne-Marie Elbe (* 25. Juli 1972 in Berlin) ist eine deutsche Sportpsychologin und Hochschullehrerin.

## Leben
Die gebürtige Berlinerin betrieb Leichtathletik.
Nach dem Lehramtsstudium (Sport und Englisch), welches sie von 1992 bis 1998 an der Freien Universität Berlin durchlief, blieb sie an derselben Hochschule und arbeitete am Fachbereich Erziehungswissenschaft und Psychologie als Promotionsstipendiatin der Kommission zur Förderung des wissenschaftlichen Nachwuchses an ihrer Doktorarbeit. 2001 schloss sie diese als Doktorin der Philosophie ab, das Thema ihrer Arbeit lautete „Frauen und Leistungssport im interkulturellen Vergleich zwischen Deutschland und den USA“.
Zwischen April 2001 und April 2006 war Elbe am Institut für Sportwissenschaft der Universität Potsdam im von Jürgen Beckmann geleiteten Arbeitsbereich Sportpsychologie als wissenschaftliche Mitarbeiterin tätig. Von Mai 2006 bis September 2006 hatte sie ebendort eine Vertretungsprofessur im Fach Sportpsychologie inne. 2005 wurde an der Universität ihre Habilitation angenommen, der Titel ihrer Arbeit war „Motivation und Volition im Leistungssport: Diagnostische Verfahren und die Entwicklung sportrelevanter Persönlichkeitsmerkmale im Jugendalter“. Damit erhielt sie die Lehrbefugnis im Fach Sportwissenschaft.
Elbe ging im Oktober 2006 an die University of Northumbria at Newcastle ins englische Newcastle und war dort bis Januar 2007 Mitarbeiterin im Fachbereich Sportpsychologie. Im Februar 2007 trat sie am Institut für Sport und Ernährung der Københavns Universitet eine Stelle als außerordentliche Professorin für Sportpsychologie an. Im Juli 2015 wurde sie zur Vorsitzenden der Europäischen Vereinigung für Sportpsychologie FEPSAC gewählt.
Im Februar 2018 wechselte Elbe auf eine Professur für Sportpsychologie an die Universität Leipzig.
Zu ihren Forschungsschwerpunkten zählen unter anderem der Druck im Leistungssport, die Talententwicklung, das Thema Doping, Sport in multikulturellen Gesellschaften, der Motivationsbegriff sowie diagnostische Instrumente in der Sportpsychologie.